# Cleptinae
Cleptinae es una subfamilia de insectos perteneciente al orden Hymenoptera.

## Géneros
- Cleptes Latreille, 1802
- Cleptidea Mocsáry, 1904